# (23468) Kannabe
(23468) Kannabe est un astéroïde de la ceinture principale.

## Nom
L'astéroïde est nommé d'après le plateau de Kannabe. La citation de nommage est la suivante :

« Le plateau de Kannabe dans la ville de Toyooka, dans la préfecture de Hyōgo, est connu pour ses pentes de ski, installations pour les camps d'entraînement de sport, et des "nature-based resorts" dont une observatoire astronomique. »

— 

## Description
(23468) Kannabe est un astéroïde de la ceinture principale. Il fut découvert le 20 septembre 1990 à Geisei par Tsutomu Seki. Il présente une orbite caractérisée par un demi-grand axe de 2,68 UA, une excentricité de 0,31 et une inclinaison de 11,3° par rapport à l'écliptique.

## Compléments